# Tommy Vásquez
Tommy Daniel Vásquez Castro, (Bogotá, 3 de febrero de 1981) de nombre artístico Tommy Vásquez, es un actor, ha participado en telenovelas como: Padres e hijos, La Mariposa, El capo, El señor de los cielos y La piloto. En 2008 confirmó su relación con la actriz y modelo colombiana Caterin Escobar de la cual se anunció su divorcio en enero del año 2021

## Biografía

### Vida personal
El 8 de septiembre de 2008, a través de una twitcam vista por más de 10 mil personas confirmó su matrimonio con Caterin Escobar. Además la pareja contó que esperaban su primer hijo, el 1 de octubre de 2010, nació Matías Vásquez Escobar.
En enero del año 2021, Caterin Escobar confirmó los rumores de su ruptura con Tommy Vásquez por medio de un reto en Instagram, dando así final a una relación conyugal llevada desde el año 2008.
De igual manera, se cree que Tommy Vásquez ya no vivía con su pareja ni con sus hijos por motivos económicos, desde principios del 2020. 
En mayo de 2022 confirmó su relación con la mexicana Fabiola Martines

## Filmografía

### Televisión
| Año       | Título                                | Personaje                                 | País                                            |
| --------- | ------------------------------------- | ----------------------------------------- | ----------------------------------------------- |
| 2002      | Historia de hombres solo para mujeres | Juan                                      | Bandera de Colombia                             |
| 2004-2005 | Dora, la celadora                     | Julio Guerrero                            | Bandera de Colombia                             |
| 2005      | Séptima puerta                        | Oficial Manrique                          | Bandera de Colombia                             |
| 2005-2006 | Por amor a Gloria                     | Capitán Julio Maldonado                   | Bandera de Colombia                             |
| 2006      | El engaño                             | Tito                                      | Bandera de Colombia                             |
| 2006      | Asi es la vida                        |                                           | Bandera de Colombia                             |
| 2006-2009 | Padres e hijos                        | Cristóbal                                 | Bandera de Colombia                             |
| 2007      | Mujeres asesinas                      | Freddy "Ep11: Andre, la rumbera"          | Bandera de Colombia                             |
| 2008      | La traición                           | Fabio Sandino                             | Bandera de Colombia · Bandera de Estados Unidos |
| 2008-2009 | Aquí no hay quien viva                | Michael                                   | Bandera de Colombia                             |
| 2008-2009 | La quiero a morir                     | Stalin Pulido                             | Bandera de Colombia                             |
| 2009      | El capo                               | Umaña planeador de fugas                  | Bandera de Colombia                             |
| 2009      | A corazón abierto                     |                                           | Bandera de Colombia                             |
| 2009-2010 | Tu voz estéreo                        | Nelson Peña y Arleth Castillo             | Bandera de Colombia                             |
| 2010      | El cartel de los sapos 2              | Capitán Harvey Racines                    | Bandera de Colombia                             |
| 2010-2012 | Mujeres al limite                     | Rodrigo / Jorge / Fernando                | Bandera de Colombia                             |
| 2012      | La Mariposa                           | Capitán Francisco Altagracia              | Bandera de Colombia                             |
| 2012      | Escobar, el patrón del mal            | Fabio Urrea                               | Bandera de Colombia                             |
| 2013-2014 | Comando elite                         | Teniente Coronel Arturo Correa            | Bandera de Colombia                             |
| 2013-2016 | El señor de los cielos                | Álvaro José Pérez "El Tijeras"            | Bandera de México                               |
| 2015      | Esmeraldas                            | Eduardo Antonio Guerrero                  | Bandera de Colombia                             |
| 2017      | Sincronía                             | Calima                                    | Bandera de México                               |
| 2017-2018 | La piloto                             | Coronel Arnoldo Santamaría                | Bandera de México                               |
| 2018      | La ley secreta                        | Sebastián "El Coyote" / Juan Pablo Dávila | Bandera de Colombia                             |
| 2020      | El general Naranjo                    |                                           | Bandera de Colombia                             |
| 2021      | La negociadora                        | Diego Magan                               | Bandera de México                               |
| 2024      | Klass 95                              | Hollman                                   | Bandera de Colombia                             |
| 2025      | La hija del mariachi                  | Chile Bazán                               |                                                 |

### Reality
| Año  | Título       | Rol          |
| ---- | ------------ | ------------ |
| 2017 | Soldado 1.0  | Participante |
| 2004 | Mucha música | Presentador  |

### Cine
| Año  | Título                       | Personaje                  | Nota |
| ---- | ---------------------------- | -------------------------- | ---- |
| 2016 | Juan Apostol el mas amado    | Sumo Sacerdote Aristodemus |      |
| 2004 | El Experimento               | Edwin                      |      |
| 2003 | Abúsate que te están Velando | Alberto                    |      |

### Teatro
- La Reyna del Sur - 2019
- Luminocidio...Guillermo - 2010
- Fundador y miembro activo de la compañía de Teatro Tinglado 2002 - hasta la fecha.
- El Monte Calvo...Canuto Bogotá, Colombia.
- Bodas de Sangre Novio ...Autor: Federico García Lorca / Dir. Paco Barrero / Bogotá, Colombia.
- Las Tres Hermanas...Teniente Vershinin) Autor: Chejov / Dir. Paco Barrero / Bogotá, Colombia.
- El Médico a Palos...(Esganarelle) Autor: Molière / Dir. Raúl Wiesnan / Bogotá, Colombia.
- La Madriguera...(Codirector) Autor: Jairo Aníbal Niño / Dir. Pedro Mogollón / Bogotá, Colombia.
- Los Inquilinos de la Ira...(Codirector) Autor: Jairo Aníbal Niño / Dir. Pedro Mogollón / Bogotá, Colombia.

## Premios y reconocimientos
- Mérito Profesional 2015 Sol de Oro por Mejor Actor de Reparto El señor de los cielos de Telemundo Y Galavision 2014-2015.